# Aussichtsplattform

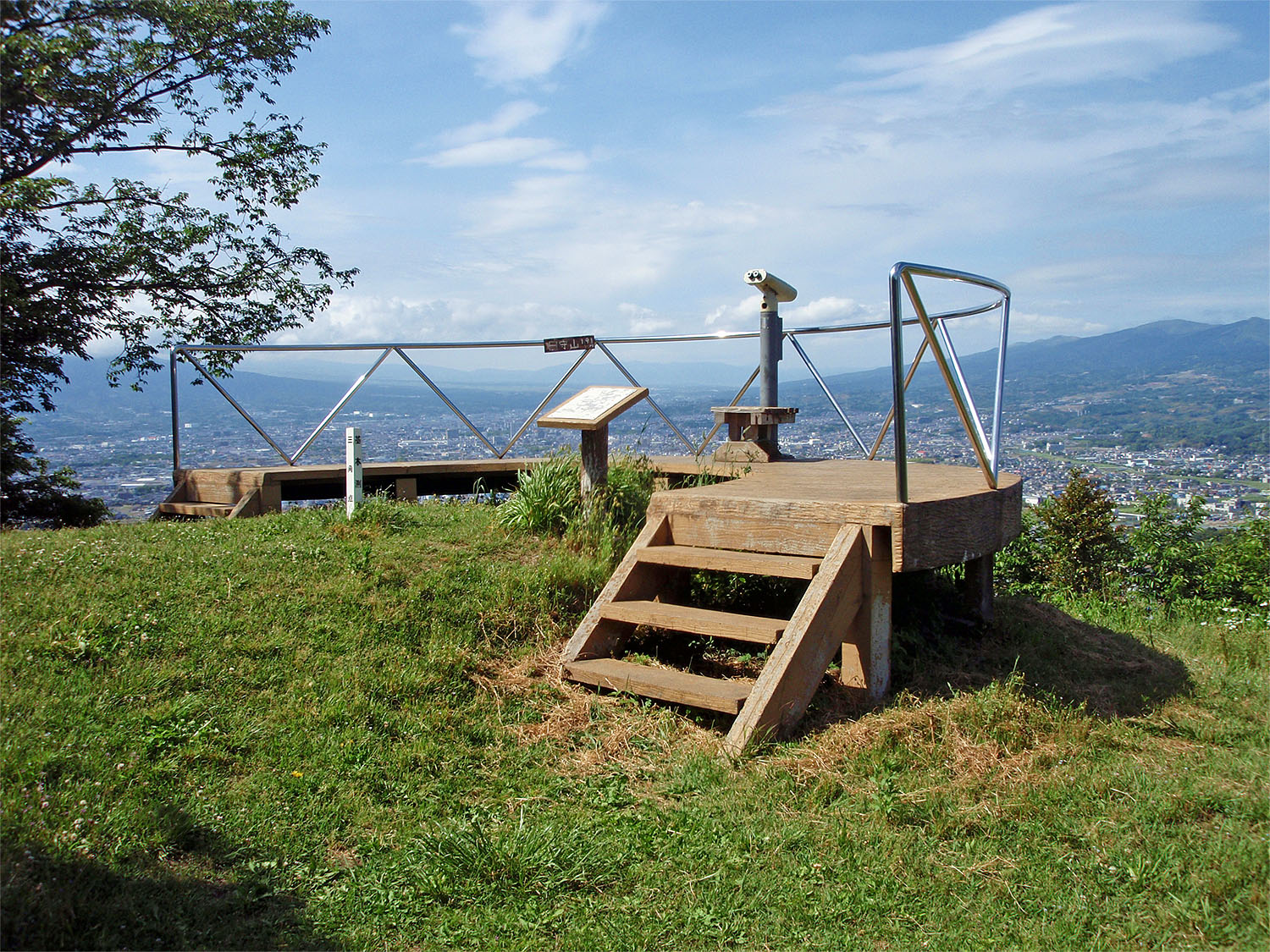
Aussichtsplattform auf dem Berg Oarashi (Japan)

Eine Aussichtsplattform ist eine meist erhöhte Plattform, von der aus sich eine ausgewählte Aussicht ergibt. Plattformen dieser Art können Teil eines Gebäudes sein, beispielsweise eines Turms, oder in der natürlichen Topographie errichtet sein, wie auf einer Bergkuppe oder dem Rand einer Schlucht; im letzteren Fall oft auch als Skyway/-walk (Himmelsweg) bezeichnet.

## Aussichtsplattformen als eigenständiges Bauwerk
Eine Aussichtsplattform ist meist mit einem Geländer oder einer Brüstung versehen, zusätzlich kann noch ein Schutzgitter angebracht sein. Daneben gibt es auch vollständig verglaste Konstruktionen. Offene Plattformen sind zum Schauen und Fotografieren besser geeignet, da keine störenden Reflexe auftreten.
Auf vielen Aussichtsplattformen gibt es fest installierte Fernrohre, die nach Münzeinwurf einen Blick in die Ferne gestatten. Einige Plattformen haben Sitzplätze, einen Kiosk und/oder ein Café.

## Aussichtsplattformen in Bauwerken und anderen Objekten
Neben den klassischen Aussichtstürmen, welche ebenfalls über eine Aussichtsplattform verfügen, gibt es auch zahlreiche weitere Bauwerke, Technische Anlagen und andere Objekte, welche mit einer Aussichtsplattform ausgestattet sind.

### Wachtürme

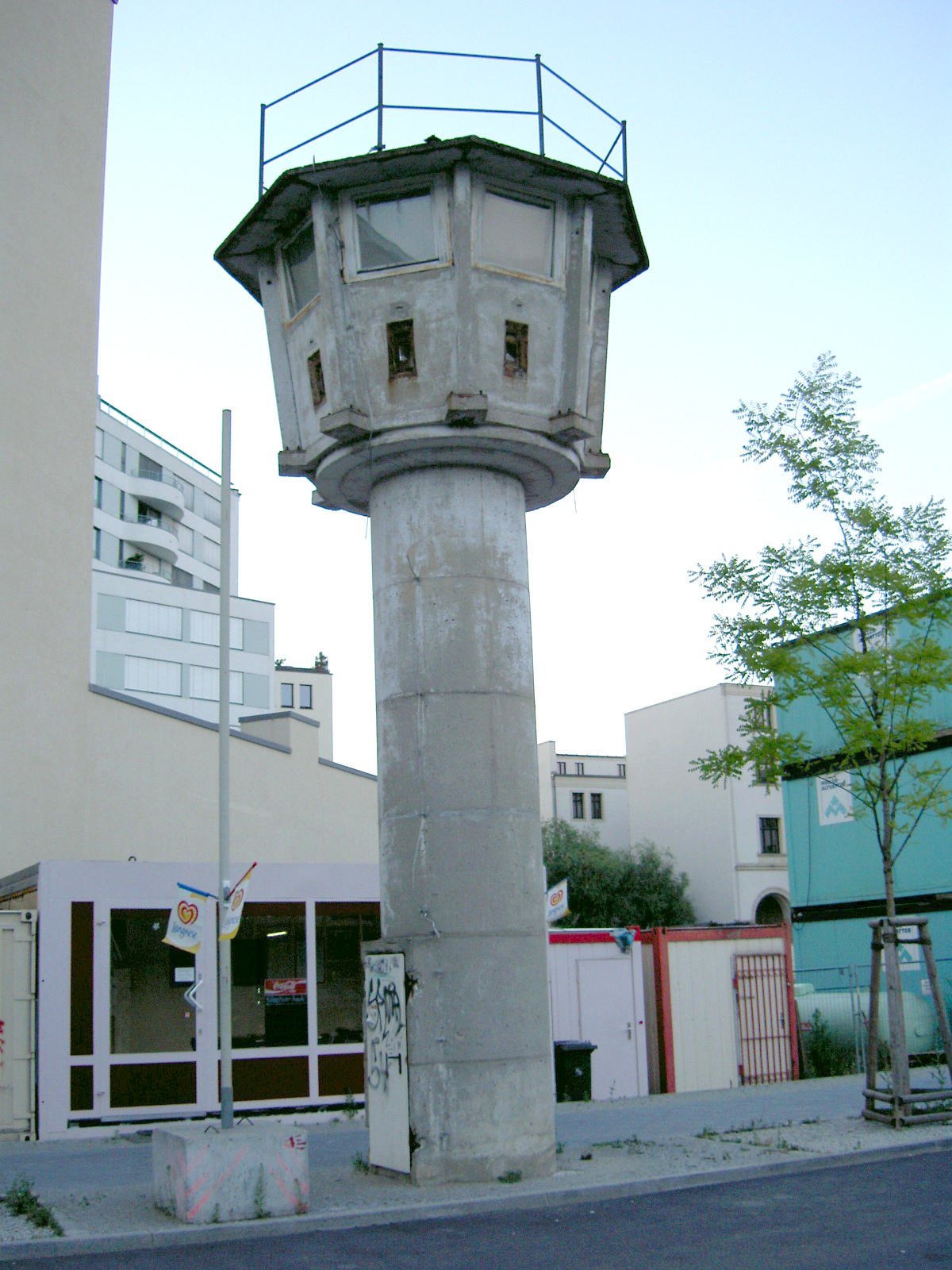
Wachturm der Berliner Mauer

Wachtürme sind mit einer Aussichtsplattform ausgestattet, um deren Umfeld überblicken zu können. Entfällt deren Nutzung, können diese für die Öffentlichkeit zugänglich gemacht werden. Eine Besonderheit sind rekonstruierte Wachtürme des römischen Limes und anderer historischer Befestigungsanlagen in Deutschland, von denen einige mit einer Aussichtsplattform ausgestattet sind.

### Sendetürme

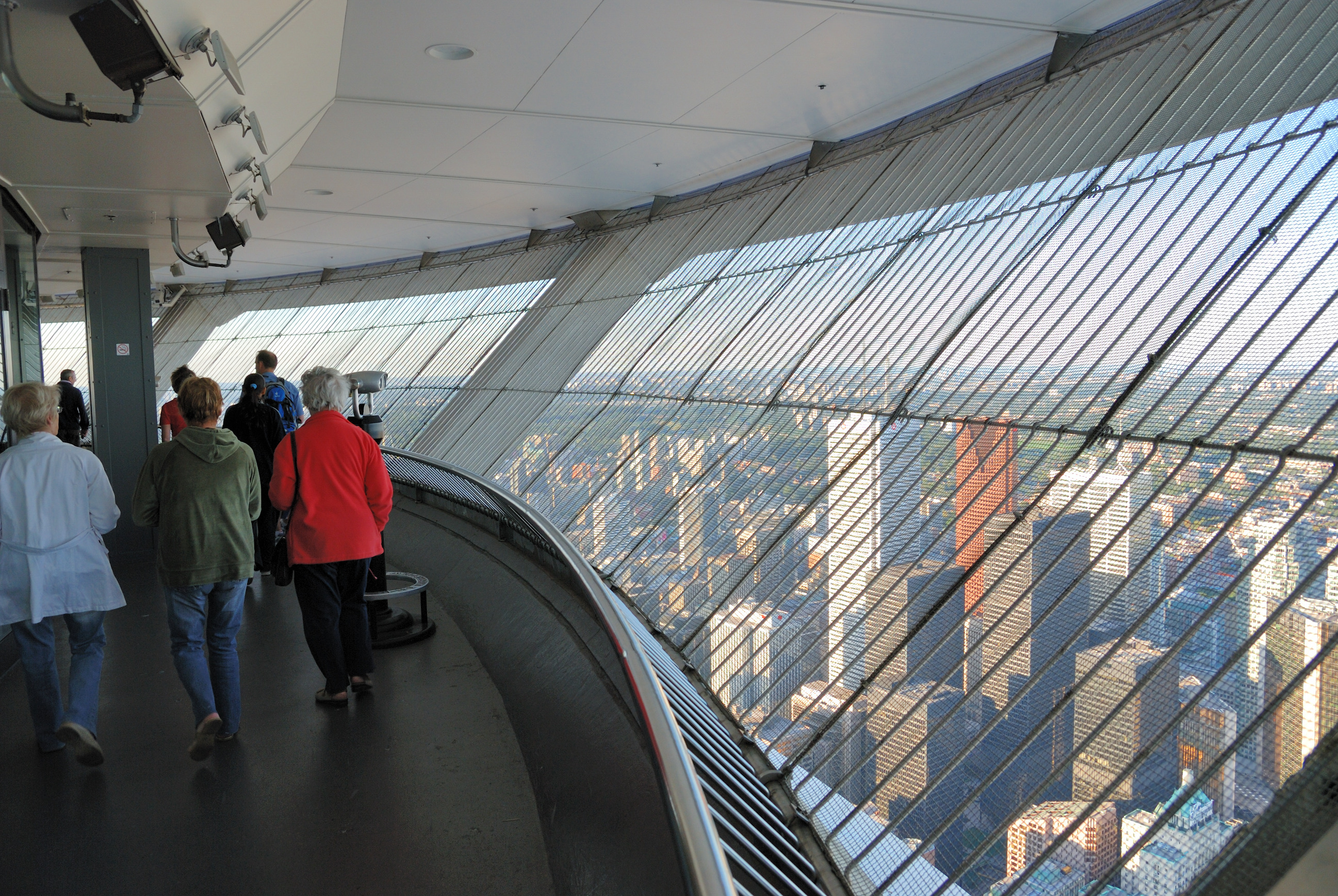
Blick von der Freiluftplattform des CN Tower auf Downtown Toronto

Da vor dem Zweiten Weltkrieg fast der ganze Funkverkehr im Lang-, Mittel- und Kurzwellenbereich abgewickelt wurde, wurden erst nach dem Zweiten Weltkrieg mit dem Aufkommen der Funkdienste im UKW-Bereich, für die der Turm nur eine Tragkonstruktion darstellt, Sendetürme mit Aussichtsplattformen gebaut. Fast immer wurde hierfür die geschlossene Stahlbetonbauweise angewandt. Sendetürme mit Aussichtsplattformen dienen oft der Verbreitung von Fernsehprogrammen oder für Richtfunkdienste. Im Regelfall steht bei diesen Bauwerken für die Besucher der Aussichtsplattform ein Aufzug zur Verfügung.
In vielen dieser Türme befindet sich auch ein Restaurant, welches auch als Drehrestaurant ausgeführt sein kann. In Deutschland besitzen der Berliner Fernsehturm, der Fernmeldeturm Mannheim, der Olympiaturm in München und der Rheinturm in Düsseldorf eine solche Einrichtung.
Bei dem Berliner Fernsehturm stellte sich aber durch die Kombination der Nutzungen auch ein Problem ein. Dort bemerkte man bei den ersten Versuchssendungen, dass am Turm Spannungen auftreten würden, die für unvorsichtige Besucher unangenehme Folgen hätten und so erdete man den Turm über den Fahrstuhlschacht, was aber die Hauptstrahlrichtung des Senders vom eigentlichen Versorgungsgebiet, dem Stadtgebiet Berlins, weglenkte.
Während Turmrestaurants zum Schutz der Restaurantgäste vor dem Wind stets in geschlossenen Räumen untergebracht ist, kann die Aussichtsplattform offen oder verglast sein. Aussichtsplattformen auf Fernsehtürmen sind nur zu bestimmten Zeiten geöffnet und ihr Zugang ist meist nur unter Zahlung eines Eintrittsgeldes möglich. Eine kostenfrei über eine Außentreppe zugängliche öffentliche Plattform haben in Deutschland die drei Fernmeldetürme Bredstedt, Bungsberg und Jakobsberg.

### Hochhäuser
Auch zahlreiche Hochhäuser verfügen über Aussichtsplattformen, manchmal sogar über ein Restaurant. Die Höhe dieser Plattformen, die offen oder verglast sein können und meistens im obersten Stockwerk untergebracht sind, hängt von der Höhe des Gebäudes ab. Im Regelfall erfolgt der Zugang, der fast immer die Zahlung eines Eintrittsgeldes erfordert, mit einem Aufzug und ist nur zu den Öffnungszeiten möglich.

### Wassertürme
Auch zahlreiche Wassertürme haben eine für den Publikumsverkehr geöffnete, meist unverglaste Aussichtsplattform, deren Höhe meistens wie bei den älteren Aussichtstürmen in 10 bis 50 Meter Höhe liegt. Sie ist je nach Turm über eine Treppe oder einen Aufzug zu erreichen. Manche Wassertürme verfügen auch über ein Turmrestaurant.
Aussichtsplattformen von Wassertürmen sind fast immer nur unter Zahlung eines Entgelts während der Öffnungszeiten zugänglich.

### Kirchtürme
Auch manche Kirchtürme, so der Kölner Dom, besitzen Aussichtsplattformen. Allerdings steht hier sehr selten ein Aufzug zur Verfügung. Das Betreten dieser Plattform ist nur während der Öffnungszeiten und im Unterschied zum Besuch der Kirche meist nur unter Zahlung eines Eintrittsgeldes möglich.
Die Höhe der Aussichtsplattform liegt meistens im Bereich zwischen 20 und 50 Metern. Fast immer ist die Plattform unverglast.

### Leuchttürme
Manche Leuchttürme haben eine für den Publikumsverkehr geöffnete Aussichtsplattform. Sie ist im Regelfall nur über eine Treppe zu den Öffnungszeiten des Turmes unter Zahlung eines Eintrittsgeldes möglich. Fast immer ist die Aussichtsplattform des Leuchtturms, die meist zwischen 10 und 50 Meter hoch liegt, unverglast.

### Sportstätten
Auch manche Sportstätten haben hohe Bauwerke mit Aussichtsplattformen. Häufig ist dies bei Skisprungschanzen der Fall, da diese über einen Turm verfügen und im Sommer meist funktionslos sind. Es gibt aber auch bei anderen Sportstätten Aussichtsmöglichkeiten, wie beim Tragturm des Dachs des Olympiastadions in Montreal. Der Zugang zur Plattform ist bei fast allen Sportstätten mit Aussichtsplattform nur während der Öffnungszeiten unter Zahlung eines Eintrittsgeldes möglich. Je nach Bauwerk kann der Zugang über einen Lift oder eine Treppe erfolgen.
Die Plattformen können verglast oder offen sein. Die Höhe über Grund liegt meist zwischen 10 und 50 Metern.

### Denkmale
Auch einige turmartige Denkmale besitzen für den Publikumsverkehr geöffnete Aussichtsplattformen. Sie sind bei den meisten dieser Bauwerke lediglich über eine Treppe und nur selten über einen Aufzug erreichbar. Die Plattformen sind meist unverglast und befinden sich in einer Höhe zwischen 10 und 60 Metern. Als Beispiele lassen sich die Berliner Siegessäule, das Völkerschlachtdenkmal, das Hermannsdenkmal und die zahlreichen Bismarcktürme nennen.

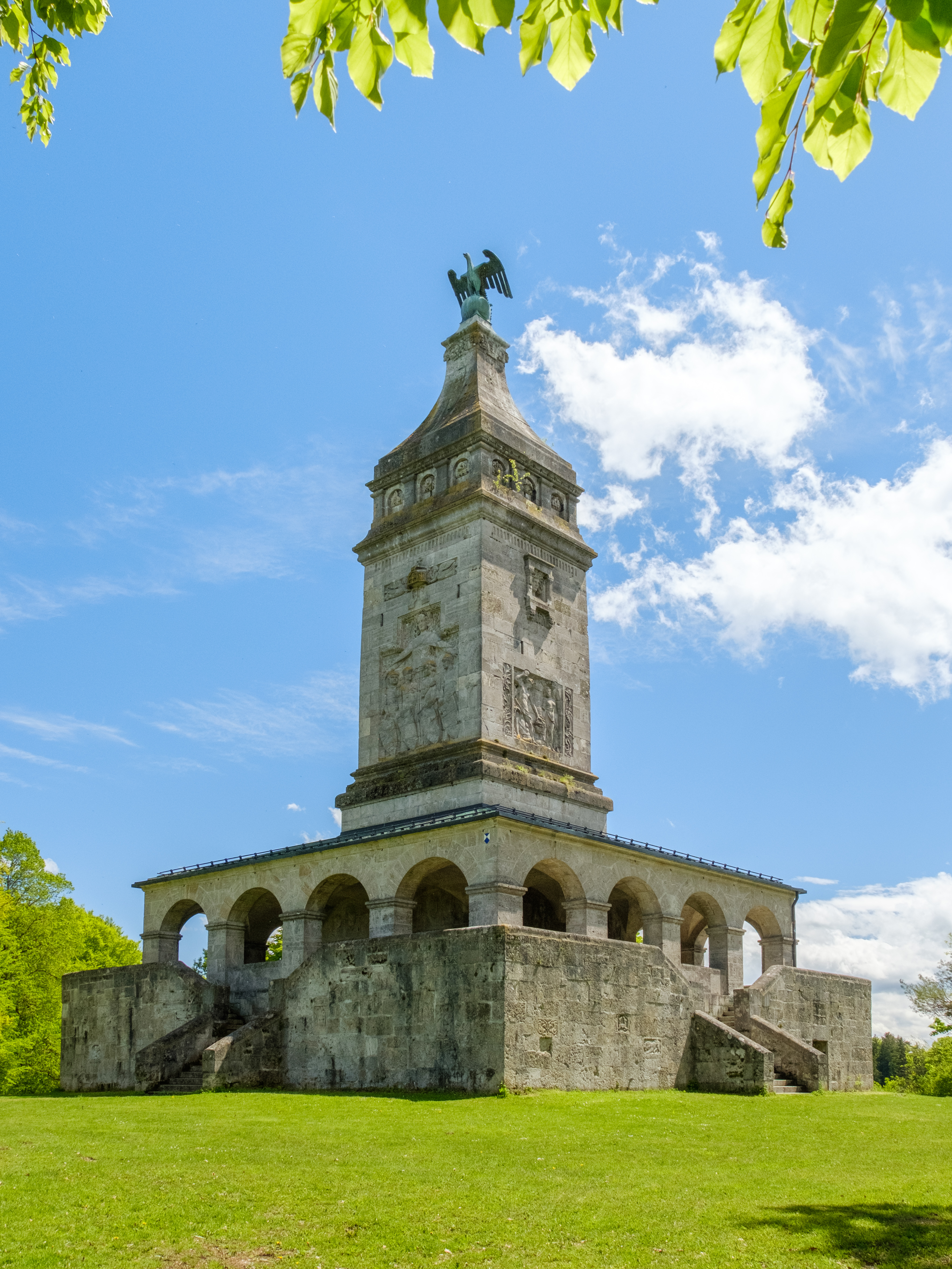
Bismarckturm Berg-Assenhausen

### Panoramafahrgeschäfte
Eine weitere Kategorie von „Aussichtstürmen“ sind die in Vergnügungsparks fest installierten oder auf Volksfesten reisenden Panoramafahrgeschäfte, wie Riesenräder, welche den Besucher mitsamt der Kabine in die Höhe befördern. Die Benutzung von Panoramafahrgeschäften ist stets gebührenpflichtig, zeitlich beschränkt und nur während der Betriebszeiten möglich.
Im Regelfall kann das Panorama schon ab Fahrtantritt bewundert werden, bis die maximale Höhe erreicht wird. Sie beträgt bei transportablen Anlagen bis zu 80 Meter, bei stationären Anlagen bis zu 150 Meter.

### Weitere
Andere Beispiele sind der Thyssenkrupp Testturm in Rottweil, seine Aussichtsplattform auf 232 Metern Höhe ist die höchste Deutschlands; der ehemalige Henninger-Turm in Frankfurt, ein Getreidesilo mit Turmrestaurant und Aussichtsplattform; der Glockenturm des Berliner Olympiastadions, der auf dem Areal des Bergbaumuseums in Bochum aufgestellte Förderturm, welcher eine offene Aussichtsplattform besitzt; sowie eine Windkraftanlage im Windpark Holtriem. Auch der Tragmast einer Seilbahn kann gleichzeitig als Seilbahnstation und als Aussichtsplattform dienen, wie der Torre Jaume I in Barcelona. Auf den Pfeilern von Hängebrücken gibt es vereinzelt ebenfalls Aussichtsplattformen, wie auf der Neuen Brücke in Bratislava. In vielen Fällen erleichtert ein Aufzug den Zugang.
Prinzipiell kann auch ein Freileitungsmast mit einer Aussichtsplattform versehen werden, siehe Anlage 4101, Mast 93 beim Bleibtreusee bei Hürth.
Spektakulär ist der Blick am Grand Canyon, woran sich auch Einrichtungen im Weserbergland oder über dem Biggesee zumindest hinsichtlich des Namens anlehnen.
Grundsätzlich ist bei allen hohen Bauwerken ausreichende Standfestigkeit, die ein gefahrloses Betreten durch das Publikum erlauben, zur Installation einer Aussichtsplattform notwendig.